# Rivolta d'aprile
La rivolta d'aprile (in bulgaro: Априлско въстание, Aprilsko văstanie) fu un'insurrezione organizzata dai bulgari all'interno dell'Impero ottomano dall'aprile al maggio del 1876, che portò come risultato indiretto alla restaurazione dello Stato bulgaro nel 1878. L'esercito regolare ottomano e le unità irregolari note come basci-buzuk repressero brutalmente i ribelli, causando proteste pubbliche in Europa e negli Stati Uniti d'America, con molti famosi intellettuali che condannarono le atrocità ottomane e sostennero la popolazione bulgara oppressa.
La rivolta del 1876 coinvolse solo quelle parti dei territori ottomani popolati prevalentemente dai bulgari. L'emergere di un sentimento nazionale bulgaro era in relazione stretta con il ripristino della Chiesa ortodossa bulgara avvenuto nel 1870. Insieme alla nozione di nazionalismo romantico, l'ascesa della coscienza nazionale divenne nota come risveglio nazionale.

## Contesto
In Europa, durante il XVIII secolo, i classici Stati non-nazionali erano gli imperi multietnici come l'Impero ottomano, governato da un sultano, la cui popolazione apparteneva a svariati gruppi etnici e parlava più di una lingua. L'idea di Stato-nazione ebbe un'enfasi crescente durante il XIX secolo, basata sulle origini etniche e culturali delle nazioni. La caratteristica più evidente era il grado in cui lo Stato usava l'unità nazionale come strumento nella vita economica, sociale e culturale del proprio popolo. Nel XIX secolo l'Impero ottomano era rimasto notevolmente al passo rispetto al resto d'Europa nel campo della scienza, della tecnologia e dell'industria. Inoltre la popolazione bulgara si trovava in una condizione di soffocamento sociale e politico sotto il governo ottomano. Tra le cause più immediate per la maggiore mobilitazione rispetto alle precedenti rivolte vi furono i gravi problemi interni ed esterni che l'impero ottomano si trovava ad affrontare nel medesimo decennio. Nel 1875 i tributi esatti ai non-musulmani furono aumentati per timore di una bancarotta statale, i quali, a loro volta, causarono ulteriori tensioni tra i musulmani e i cristiani dell'impero; ciò facilitò lo scoppiare di una rivolta in Erzegovina (1875–1878) e di una rivolta a Stara Zagora. Il fallimento degli ottomani nel gestire la rivolta in Erzegovina dimostrò la debolezza dello Stato ottomano, mentre le brutalità che ne seguirono non fecero altro che screditare l'impero agli occhi dei Paesi stranieri. Alla fine del XIX secolo le idee europee di nazionalismo avevano trovato ormai terreno fertile nell'élite bulgara.

## Preparazione

Bandiera dei ribelli di Gorna Orjahovica. Il testo reca scritto Libertà o morte

Nel novembre del 1875 gli attivisti del Comitato Rivoluzionario Centrale Bulgaro si riunirono nella città rumena di Giurgiu e decisero che la situazione politica era adatta per una rivolta generale. La rivolta fu programmata per l'aprile o il maggio del 1876. Il territorio del Paese fu diviso in cinque distretti rivoluzionari, i cui centri erano Vraca, Veliko Tărnovo, Sliven, Plovdiv e Sofia.
I ribelli fecero una larga scorta di armi e di munizione per un certo periodo di tempo e costruirono persino dei cannoni improvvisati utilizzando tronchi di ciliegio.
Nel corso dei preparativi per la rivolta gli organizzatori rinunciarono all'idea del quinto distretto rivoluzionario di Sofia, a causa della pessima situazione del comitato rivoluzionario locale e spostarono il centro del quarto distretto rivoluzionario da Plovdiv a Panagjurište. Il 14 aprile 1876 si tenne un'assemblea generale dei comitati del quarto distretto nella località di Oborište, nelle vicinanze di Panagjurište, per discutere riguardo alla proclamazione dell'insurrezione. Uno dei delegati, tuttavia, svelò il complotto alle autorità ottomane. Il 20 aprile (2 maggio secondo l'attuale calendario) 1876 la polizia ottomana tentò di arrestare il capo del comitato rivoluzionario di Koprivštica, Todor Kableškov.

## Scoppio della rivolta e repressione
In conformità con le decisioni prese a Oborište il comitato locale attaccò il quartier generale della polizia ottomana nella città e proclamò l'inizio dell'insurrezione con due settimane di anticipo. Nell'arco di alcuni giorni la rivolta si espanse all'intera catena degli Antibalcani e a un certo numero di città e di villaggi della zona dei monti Rodopi. La rivolta scoppiò anche negli altri distretti rivoluzionari, ma su scala minore. Anche l'area di Gabrovo, Trjavna e di Pavlikeni si ribellarono in forze, così come svariati villaggi a nord e a sud di Sliven e vicino a Berovo (nell'odierna Macedonia del Nord).

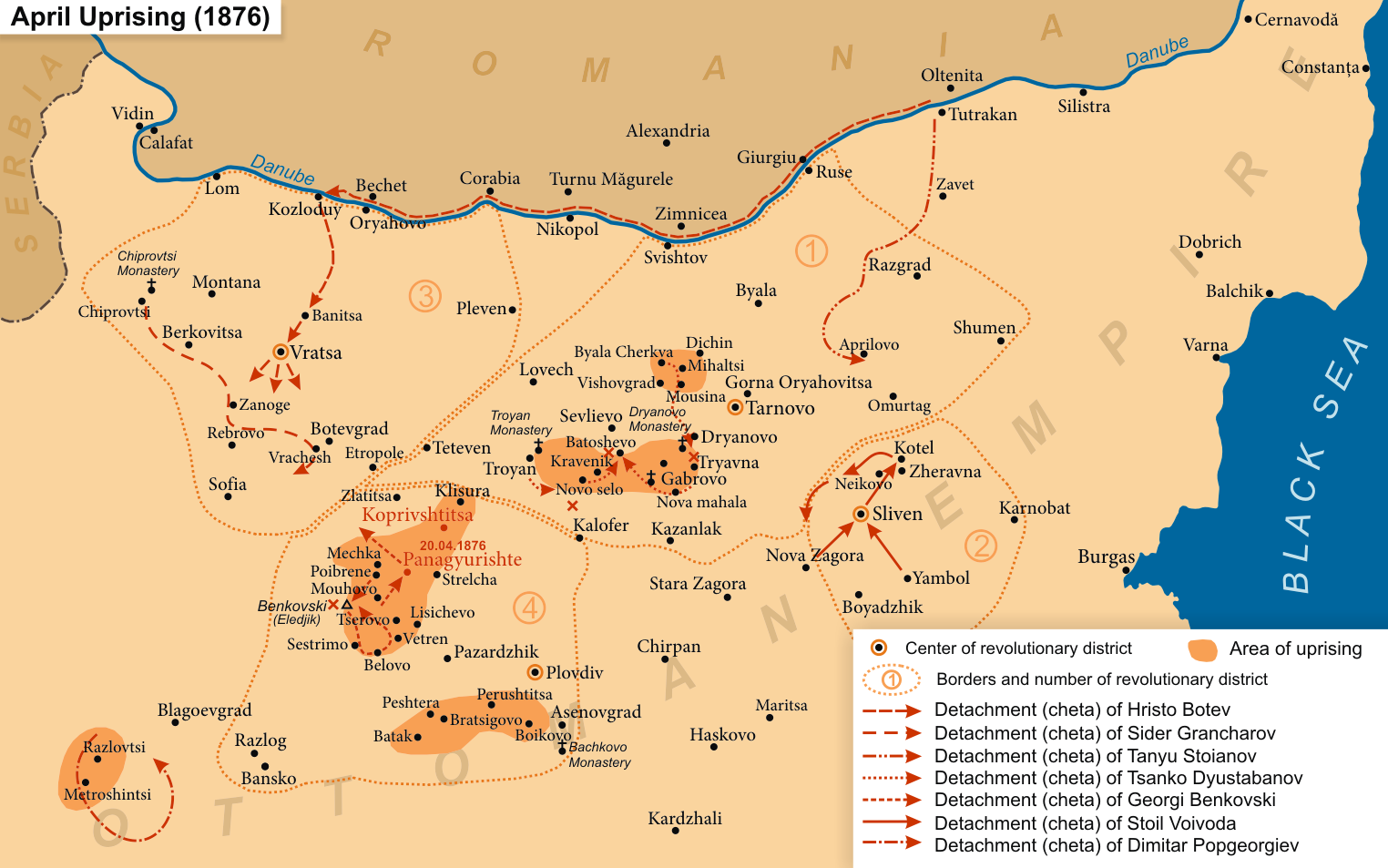
Zone coinvolte nella rivolta d'aprile

Secondo un resoconto contemporaneo di Walter Baring, un segretario dell'ambasciata britannica presso l'Impero ottomano, la popolazione civile musulmana non fu particolarmente colpita, come confermato anche dai rapporti di Eugene Schuyler e James F. Clarke, secondo cui rimasero uccisi pochissimi musulmani non combattenti. Tutto ciò è stato accettato dagli storici moderni: per esempio, secondo Richard Shannon, rimasero uccisi meno di 200 musulmani, di cui pochi non erano militari. Di fatto, secondo il rapporto scritto da McGahan e Schuyler, anche il governo ottomano non rivendicò più di 500 musulmani morti, più di 500 in battaglia. Januarius MacGahan è inoltre noto come amico intimo del generale russo Michail Skobelev, con il quale in seguito combatté nella guerra russo-turca e durante l'assedio di Pleven. MacGahan si sposò inoltre con la figlia di una famiglia nobile russa. MacGahan era già un privilegiato nella corte russa per l'assistenza fornita all'esercito russo durante l'assedio di Khiva. Lo storico statunitense Justin McCarthy, che si ritiene comunemente avere opinioni pro-turche, afferma che durante la rivolta furono uccisi più di 1.000 musulmani e che ne fossero stati espulsi in numero maggiore. Secondo Stanford Shaw, anch'egli considerato pro-turco e la cui moglie era turca, afferma che furono uccisi più musulmani rispetto ai cristiani durante la rivolta d'aprile. Secondo Barbara Jelavich l'inizio della rivolta d'aprile fu accompagnato da un massacro di civili musulmani (senza però specificare il numero delle vittime).
Vennero mobilitati i distaccamenti di truppe regolari e quelli di truppe irregolari (i basci-buzuk), i quali attaccarono le prime città ribelli già il 25 aprile. Furono compiuti diversi massacri contro la popolazione civile, specialmente a Panagjurište, Peruštica, Bracigovo e Batak. Alla metà di maggio l'insurrezione era stata completamente sedata; uno degli ultimi tentativi di resistenza fu quello del poeta Hristo Botev, che tentò di soccorrere i rivoltosi con un distaccamento di emigrati politici bulgari dalla Romania, finito con la sconfitta del distaccamento e la morte di Botev stesso.
Il resoconto contemporaneo più dettagliato fu quello di Schuyler: dopo aver visitato alcuni dei luoghi chiave della rivolta, Eugene Schuyler pubblicò un rapporto dettagliato delle atrocità in cui riferì che vennero distrutti 58 villaggi, demoliti cinque monasteri e uccisi 15.000 rivoltosi. Lo storico statunitense Richard Milliman afferma che Schuyler visitò personalmente solo 11 dei villaggi di cui fa riferimento. Schuyler, tuttavia, visitò sicuramente Batak e molti altri villaggi e città distrutte, inclusa Peruštica e Panagjurište. Millman afferma inoltre che la realtà ormai confermata dei massacri sia in realtà un mito. Gli storici bulgari ormai generalmente danno per vera la cifra di 30.000 vittime bulgare alla fine della rivolta.

## Reazioni in Europa e negli Stati Uniti
(Resoconto della testimonianza oculare di J. A. MacGahan sulle atrocità turche in Bulgaria)
Le notizie riguardanti i massacri delle popolazioni bulgare raggiunsero Costantinopoli nel maggio e nel giugno del 1876 attraverso gli studenti bulgari del Robert College, il college americano della città. I membri delle facoltà del Robert College scrissero all'ambasciatore britannico e al corrispondente del Times e del London Daily News a Costantinopoli.
Un articolo del Daily News del 23 giugno sui massacri accese una discussione in parlamento riguardo al supporto britannico all'Impero ottomano e fu avanzata la proposta di un'inchiesta. Il primo ministro Benjamin Disraeli promise di condurre un'inchiesta su quello che era realmente successo. Nel mese di luglio l'ambasciata britannica a Costantinopoli mandò un secondo segretario, Walter Baring, in Bulgaria per indagare sulle presunte atrocità. Baring non parlava bulgaro (anche se parlava turco) e la politica britannica era ufficialmente pro-turca, così la comunità bulgara di Costantinopoli temeva che non riuscisse a riportare completamente il resoconto esatto. Chiesero quindi al console americano a Costantinopoli, Eugene Schuyler, di condurre un'indagine separata.

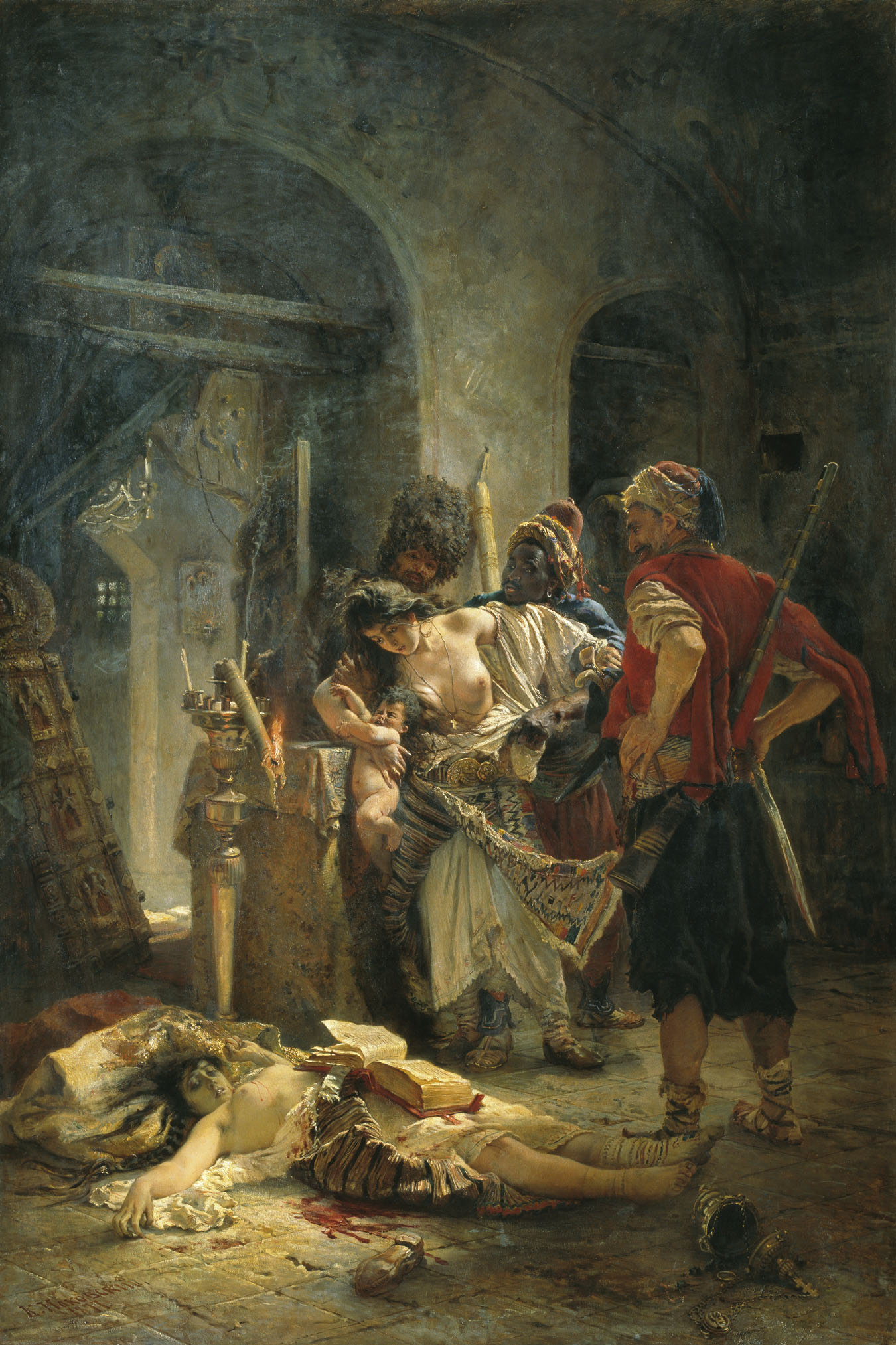
Konstantin Makovskij (1839–1915). Le martiri bulgare (1877)

Schuyler partì per i territori bulgari il 23 luglio, quattro giorni dopo Baring. Lo accompagnava un noto corrispondente di guerra americano, Januarius MacGahan, un corrispondente tedesco ed un corrispondente russo, il principe Aleksej Ceretelev. Il gruppo di Schuyler passò tre settimane tra Batak e gli altri villaggi dove avvennero i massacri. Il resoconto ufficiale di Schuyler, pubblicato nel novembre del 1876, affermava che in Bulgaria erano stati distrutti 58 villaggi, demoliti cinque monasteri e massacrate 15.000 persone. Il resoconto fu ristampato sotto forma di libello e ampiamente diffuso in Europa. Il rapporto di Baring al governo britannico era simile, ma stimava il numero delle vittime in circa 12.000.
Un secolo più tardi, uno storico affermò che il numero delle vittime era stato esagerato ed era invece più vicino a 3.000. È tuttavia difficile ignorare i resoconti di MacGahan, Schuyler e Baring, che visitarono i siti dei massacri tre mesi dopo e videro molti dei cadaveri non seppelliti. Il numero effettivo delle vittime non potrà mai essere noto.
I vividi articoli di MacGahan's dalla Bulgaria smossero l'opinione pubblica britannica contro l'Impero ottomano. Egli descrisse in particolare cosa aveva visto nella città di Batak, dove cinquemila dei settemila residenti furono massacrati, decapitati o arsi vivi dalle truppe irregolari ottomane e i loro corpi furono ammucchiati nella piazza principale intorno alla chiesa. Egli descrisse "teschi con dei capelli grigi ancora attaccati, trecce brune che avevano adornato i capi delle ragazze, i torsi mutilati degli uomini, gli arti dei bambini in putrefazione..." e l'impatto politico dei resoconti fu immediato e drammatico. Il capo dell'opposizione britannica, William Ewart Gladstone, scrisse un libello che denominò "gli orrori bulgari", in cui richiedeva che la Gran Bretagna togliesse il proprio sostegno all'Impero ottomano. "Io supplico i miei connazionali", scrisse, "da cui dipende molto più che da altri popoli in Europa, di richiedere e di insistere che il nostro governo, che ha operato in una direzione, inizi a operare in un'altra direzione e che inizi ad applicare tutto il suo vigore per accordarsi con le altre nazioni europee per ottenere la fine del potere esecutivo turco in Bulgaria...", con alcuni illustri europei, tra cui Charles Darwin, Oscar Wilde, Victor Hugo e Giuseppe Garibaldi, che si espressero contro il comportamento delle truppe turche in Bulgaria. Quando scoppiò la guerra contro la Russia nel 1877, il governo turco chiese l'aiuto della Gran Bretagna, ma il governo britannico si rifiutò di collaborare, citando come ragione l'indignazione pubblica causata dai massacri bulgari.
La rivolta d'aprile fu un completo fallimento come rivoluzione, ma grazie alla pubblicità che derivò dalle rappresaglie che ne seguirono, ebbe come risultato indiretto la richiesta delle potenze europee per riformare l'Impero ottomano e la guerra russo-turca, che terminò con la sconfitta turca e con la firma del trattato di Santo Stefano nel marzo 1878, seguito nel luglio dello stesso anno dal trattato di Berlino. In definitiva raggiunse comunque il suo scopo originale, la liberazione della Bulgaria dall'impero ottomano.

## La rivolta d'aprile nella letteratura
Jules Verne ambientò il suo romanzo Il pilota del Danubio (1908) proprio durante la rivolta d'aprile; il protagonista, Serge Ladko, rivoluzionario bulgaro fuggito dalla patria dopo il fallimento della rivoluzione, ritorna al suo Paese travestito da pescatore per rivedere sua moglie, della quale non ha notizie da mesi. Durante il racconto Verne evidenzia più volte le qualità dei bulgari e le atrocità commesse dai turchi.
Fëdor Dostoevskij, ne I fratelli Karamazov (libro quinto, pro e contro, sezione 4: 'la rivolta'),  fa ricordare, con particolari raccapriccianti, da Ivan Fëdorovich la ferocia con cui l'esercito turco respinse i moti indipendentisti Bulgari.